# 合巢泉
合巢泉，又名浮槎山泉、清浊二泉，位于中国安徽省合肥市肥东县浮槎山山顶。合巢泉是两池泉水的合称，北池称合泉，南池巢泉。北宋时期，饮用过此处泉水的欧阳修为其写下《浮槎山水记》，后人则称合巢泉为“天下第七泉”。2015年，合巢泉被列为肥东县第六批文物保护单位。

## 概况
合巢泉位于海拔400多米的浮槎山上。合巢泉分为南北两处泉眼，其中北侧的方形池较深，泉水清澈见底，称为“合泉”，南侧的圆形池较浅，泉水呈白玉般的浊色而不能见底，称为“巢泉”。泉水的水源来自合泉的东北角石缝中，经过约1尺宽的石堤后变为白色，流入巢泉池中，哪怕巢泉池水水位过高，也不会倒流入合泉中。合巢泉水位稳定在1尺（约0.33米）左右，取水不会降低，不取也不会溢出，哪怕经历倾盆大雨，或是久日干旱，也不甚影响其水位。泉水味道甘美，当地人称之为“八仙水”，煮开后的泉水总体清澈，略有些淡淡的白浮色。

## 人文历史
据《浮槎山水记》记载，北宋嘉祐二年，庐州太守李瑾到当时属于慎县的浮槎山游览并发现了合巢泉，认为它“涓涓可愛，蓋羽所謂乳泉石池漫流者也”，在喝过合巢泉水后，李瑾对其大加赞美，遂将其送给滁州太守欧阳修饮用。欧阳修喝过后，挥笔写下了《浮槎山水记》，评价称此水比龙池山（在今庐江县境内）上的水要好得多（“浮槎與龍池山，皆在廬州界中，較其水味，不及浮槎遠甚”），李瑾将此文刻制成碑，树立在泉旁。南宋端平二年（1235年），此地兴建白龙祠，明朝后改为“义济龙王庙”，将合巢泉圈入龙王庙的院内，碑石立于龙王殿中。至清朝时期，文人王季和称合巢泉“斯名第七泉，庐陵昔所录”，合巢泉遂被广泛誉为“天下第七泉”。
中华人民共和国成立后，龙王庙和刻有《浮槎山水记》的碑文被拆毁，泉池则存留至今。2015年4月18日，肥东县人民政府将合巢泉公布为第六批县级文物保护单位。现今，合巢泉的周边属于王铁富山茶厂，除县政府所立的文物保护单位标志外，泉周边还建立了一座由玻璃围合而成的亭子，玻璃上抄录有欧阳修的文章，亭前树立有“天下第七泉”的石碑。